# ジャパンラグビートップチャレンジリーグ2018-2019
ジャパンラグビートップチャレンジリーグ2018-2019は、2018年から2019年にかけて行われた社会人ラグビー（ラグビーユニオン）の2部リーグである。

## 参加チーム
ジャパンラグビートップチャレンジリーグ2018-2019の参加チームは下表の通りである（記載は前年の成績上位順）。
昨シーズンの結果、ホンダヒート、日野自動車レッドドルフィンズがジャパンラグビートップリーグへ昇格、中部電力がトップウェストへ降格し、NTTドコモレッドハリケーンズ、近鉄ライナーズがジャパンラグビートップリーグから降格、栗田工業ウォーターガッシュが地域リーグから昇格した。
| チーム名                       | 前年成績                   | 詳細                                     |
| ------------------------------ | -------------------------- | ---------------------------------------- |
| NTTドコモレッドハリケーンズ    | トップリーグ 15位          | 入れ替え戦に敗れ降格                     |
| 近鉄ライナーズ                 | トップリーグ 16位          | 自動降格                                 |
| 三菱重工相模原ダイナボアーズ   | トップチャレンジリーグ 3位 |                                          |
| 九州電力キューデンヴォルテクス | トップチャレンジリーグ 4位 |                                          |
| マツダブルーズーマーズ         | トップチャレンジリーグ 5位 |                                          |
| 中国電力レッドレグリオンズ     | トップチャレンジリーグ 6位 |                                          |
| 釜石シーウェイブスRFC          | トップチャレンジリーグ 7位 | 残留（トップチャレンジリーグ入替戦勝利） |
| 栗田工業ウォーターガッシュ     | トップイーストリーグ 優勝  | 自動昇格（3地域チャレンジ 1位） 初昇格   |

## 順位表

### 1stステージ
| 順位 | チーム                         | 試合 | 勝 | 分 | 負 | 得点 | 失点 | 得失 | 勝点 |                |
| ---- | ------------------------------ | ---- | -- | -- | -- | ---- | ---- | ---- | ---- | -------------- |
| 1    | 近鉄ライナーズ                 | 7    | 7  | 0  | 0  | 301  | 86   | +215 | 34   | 上位グループへ |
| 2    | NTTドコモレッドハリケーンズ    | 7    | 6  | 0  | 1  | 346  | 136  | +210 | 30   | 上位グループへ |
| 3    | 三菱重工相模原ダイナボアーズ   | 7    | 5  | 0  | 2  | 250  | 157  | +93  | 24   | 上位グループへ |
| 4    | 栗田工業ウォーターガッシュ     | 7    | 4  | 0  | 3  | 155  | 180  | -25  | 18   | 上位グループへ |
| 5    | 釜石シーウェイブスRFC          | 7    | 2  | 0  | 5  | 176  | 226  | -50  | 11   | 下位グループへ |
| 6    | マツダブルーズーマーズ         | 7    | 2  | 0  | 5  | 173  | 275  | -102 | 10   | 下位グループへ |
| 7    | 中国電力レッドレグリオンズ     | 7    | 1  | 0  | 6  | 159  | 310  | -151 | 5    | 下位グループへ |
| 8    | 九州電力キューデンヴォルテクス | 7    | 1  | 0  | 6  | 90   | 279  | -189 | 4    | 下位グループへ |

### 2ndステージ

#### 上位グループ
| 順位 | チーム                       | 試合 | 勝 | 分 | 負 | 得点 | 失点 | 得失 | 勝点 | アドバンテージ ポイント | 合計勝点 |                              |
| ---- | ---------------------------- | ---- | -- | -- | -- | ---- | ---- | ---- | ---- | ----------------------- | -------- | ---------------------------- |
| 1    | NTTドコモレッドハリケーンズ  | 3    | 3  | 0  | 0  | 115  | 23   | +92  | 14   | 2                       | 16       | トップリーグ入れ替え戦へ出場 |
| 2    | 三菱重工相模原ダイナボアーズ | 3    | 2  | 0  | 1  | 64   | 31   | +33  | 9    | 1                       | 10       | トップリーグ入れ替え戦へ出場 |
| 3    | 近鉄ライナーズ               | 3    | 1  | 0  | 2  | 82   | 50   | +32  | 5    | 3                       | 8        | トップリーグ入れ替え戦へ出場 |
| 4    | 栗田工業ウォーターガッシュ   | 3    | 0  | 0  | 3  | 14   | 131  | -117 | 0    | 0                       | 0        | トップリーグ入れ替え戦へ出場 |

#### 下位グループ
| 順位 | チーム                         | 試合 | 勝 | 分 | 負 | 得点 | 失点 | 得失 | 勝点 | アドバンテージ ポイント | 合計勝点 |                                        |
| ---- | ------------------------------ | ---- | -- | -- | -- | ---- | ---- | ---- | ---- | ----------------------- | -------- | -------------------------------------- |
| 5    | 九州電力キューデンヴォルテクス | 3    | 2  | 0  | 1  | 89   | 49   | +40  | 11   | 0                       | 11       | トップチャレンジリーグ残留             |
| 6    | マツダブルーズーマーズ         | 3    | 2  | 0  | 1  | 81   | 91   | -10  | 8    | 2                       | 10       | トップチャレンジリーグ残留             |
| 7    | 釜石シーウェイブスRFC          | 3    | 1  | 0  | 2  | 87   | 89   | -2   | 6    | 3                       | 9        | トップチャレンジリーグ入れ替え戦へ出場 |
| 8    | 中国電力レッドレグリオンズ     | 3    | 1  | 0  | 2  | 47   | 74   | -27  | 5    | 1                       | 6        | トップチャレンジリーグ入れ替え戦へ出場 |

## 入替制度

### 入替枠の変更
| 順位                      | 前年（2017-2018シーズン）        | 今年（2018-2019シーズン）           |
| ------------------------- | -------------------------------- | ----------------------------------- |
| トップリーグ16位          | トップチャレンジリーグへ自動降格 | 入替戦（トップチャレンジリーグ1位） |
| トップチャレンジリーグ1位 | トップリーグへ自動昇格           | 入替戦（トップリーグ16位）          |
| トップチャレンジリーグ8位 | 地域リーグへ自動降格             | 入替戦（3地域チャレンジ1位）        |
| 3地域チャレンジ1位        | トップチャレンジリーグへ自動昇格 | 入替戦（トップチャレンジリーグ8位） |

トップリーグの日程短縮により前年は自動昇降格だったトップチャレンジリーグ1位とトップリーグ16位が入れ替え戦となった。トップチャレンジリーグ2位から4位、トップリーグ13位から15位の入れ替え戦は変わらない。
また、前年は自動昇降格だったトップチャレンジリーグ8位と3地域チャレンジ1位が入れ替え戦となった。トップチャレンジリーグ7位と3地域チャレンジ2位の入れ替え戦は変わらない。

### トップリーグ入替戦
トップリーグ入替戦には1位のNTTドコモレッドハリケーンズ、2位三菱重工相模原ダイナボアーズの、3位の近鉄ライナーズ、4位の栗田工業ウォーターガッシュが出場した。
入替戦の結果、NTTドコモレッドハリケーンズ（2017-2018シーズン以来2年ぶり）、三菱重工相模原ダイナボアーズ（2007-2008シーズン以来12年ぶり）のトップリーグ昇格及び近鉄ライナーズ、栗田工業ウォーターガッシュのトップチャレンジリーグ残留が決定した。

### トップチャレンジリーグ入替戦
トップチャレンジリーグ入れ替え戦は、トップチャレンジリーグから7位の釜石シーウェイブスRFC、8位の中国電力レッドレグリオンズ、3地域チャレンジから1位の清水建設ブルーシャークス、2位の中部電力が出場する。
| 1月5日 13:00 | 釜石シーウェイブスRFC （トップチャレンジリーグ・7位） | 41 - 7 | 中部電力 （3地域チャレンジ・2位） | 釜石鵜住居復興スタジアム |
| 1月5日 13:00 |                                                       |        |                                   | 釜石鵜住居復興スタジアム |

| 1月5日 13:00 | 中国電力レッドレグリオンズ （トップチャレンジリーグ・8位） | 28 - 33 | 清水建設ブルーシャークス （3地域チャレンジ・1位） | コカ・コーラボトラーズジャパン広島総合グランド |
| 1月5日 13:00 |                                                            |         |                                                   | コカ・コーラボトラーズジャパン広島総合グランド |

以上の結果、釜石シーウェイブスRFCのトップチャレンジリーグ残留、清水建設ブルーシャークスのトップチャレンジリーグ昇格が決定した。